# نیسان (یمن)
 نیسان  نام روستایی است در عزلهٔ (بنی قفار)، در ناحیهٔ (الحدا)، از توابع استان حَجّه در کشور یمن در شبه جزیره عربستان. 
جمعیت آن ۴۰۶ نفر (۱۲ خانوار) می‌باشد.